# Palácio do Campo das Princesas
O Palácio do Campo das Princesas é a sede administrativa do poder executivo do estado brasileiro de Pernambuco, localizada na cidade do Recife. Idealizado desde 1786 pelo governador José César Meneses, foi construído em 1841 pelo engenheiro Morais Âncora, a mando do governador Francisco do Rego Barros, no local onde ficava o Erário Régio.
Localiza-se no bairro de Santo Antônio (Ilha de Antônio Vaz), na Praça da República, próximo ao Teatro de Santa Isabel e ao Palácio da Justiça.
À sua frente está plantado um baobá secular, possivelmente fonte de inspiração de Saint Exupéry quando escreveu O Pequeno Príncipe.

## História

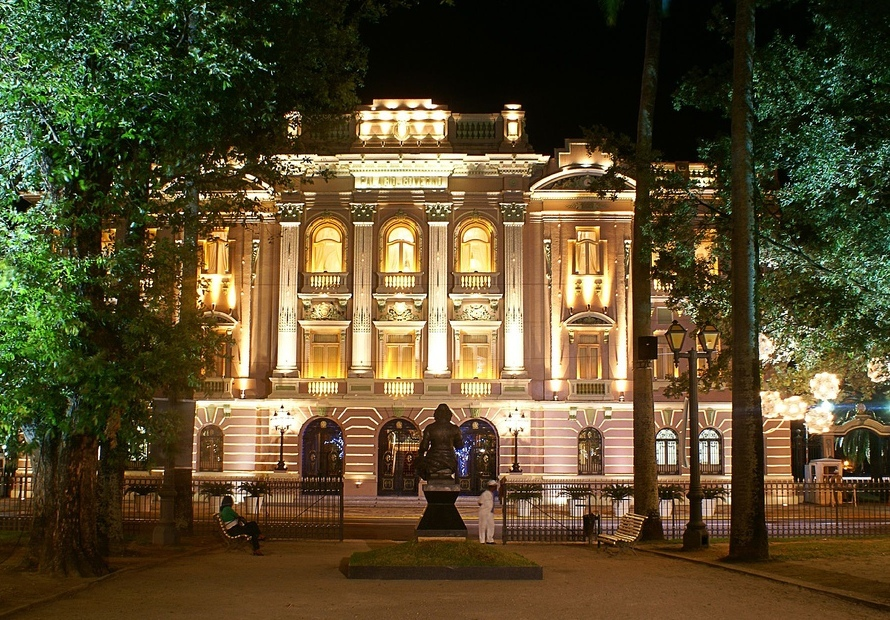
Fachada do Palácio do Campo das Princesas à noite.

A ideia da construção de um novo edifício para os governadores da província de Pernambuco, no local onde existia o antigo Palácio de Friburgo, erguido por Maurício de Nassau, surgiu no tempo do governador José César de Menezes, em 1786.
Nas suas cercanias jaziam, a oeste, os escombros do que outrora foi o Palácio de Friburgo, sede do governo nassoviano durante as invasões holandesas.
Sua construção é datada de meados do século XIX, quando, em 1841, o então governador Francisco do Rego Barros, futuro Conde da Boa Vista, mandou o engenheiro Firmino Herculano de Morais Âncora construir o Palácio Provincial que a República transformaria em Palácio do Estado.
Em 1859 sofreu uma reforma para hospedar o imperador Dom Pedro II, a imperatriz Dona Teresa Cristina de Bourbon-Duas Sicílias e suas filhas, ocasião em que recebeu o nome de Campo das Princesas, inicialmente dado ao jardim, depois estendendo-se a denominação ao Palácio.

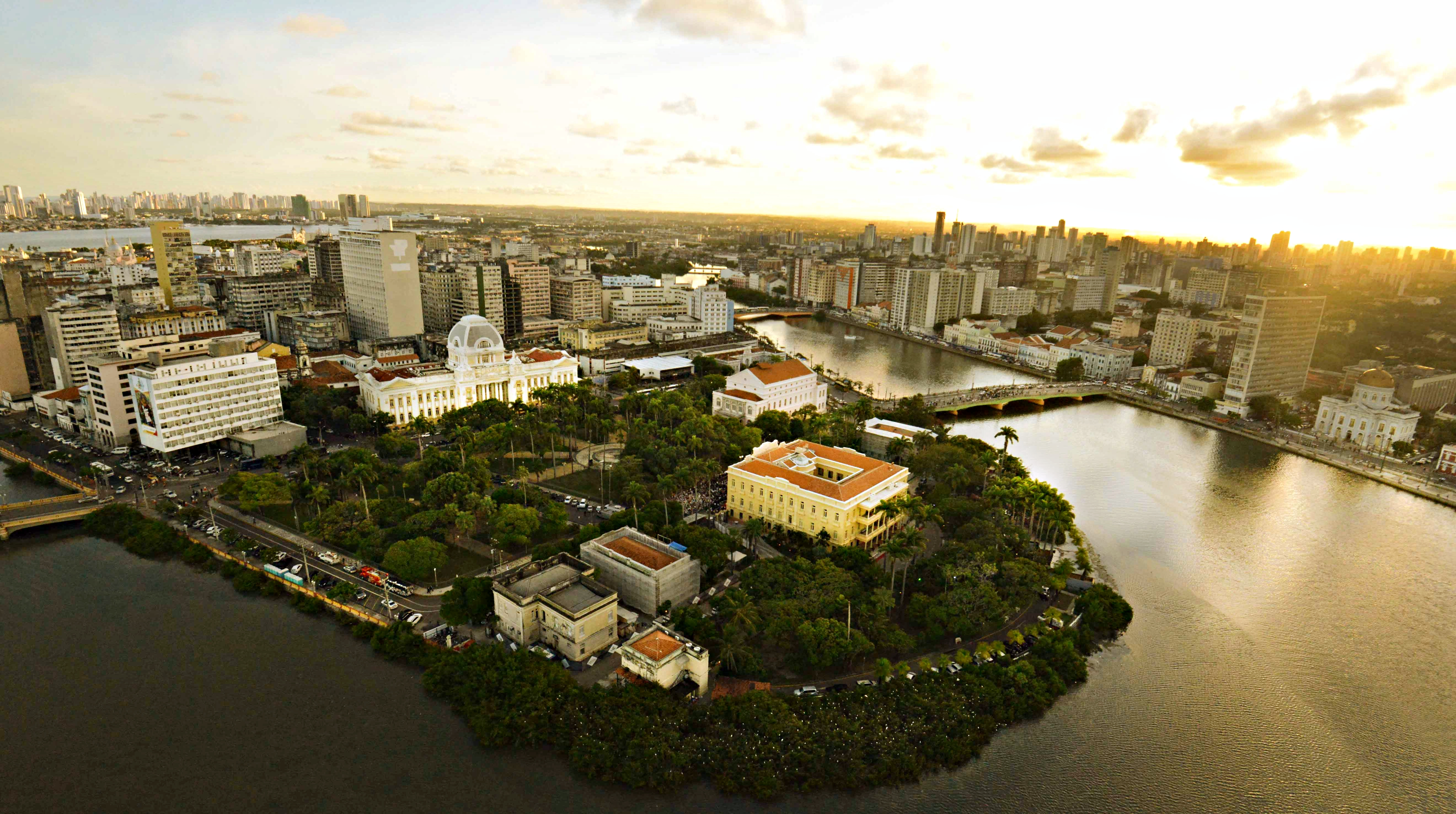
Vista aérea da Praça da República, na Ilha de Antônio Vaz. O Palácio do Campo das Princesas está situado próximo à margem da confluência do Rio Capibaribe com o Rio Beberibe.

Porém, somente em 1841, no governo de Francisco do Rego Barros, depois Conde da Boa Vista, foi construído um novo palácio para os governadores de Pernambuco, em substituição ao edifício do Erário Régio. O projeto foi de autoria do engenheiro coronel Moraes Âncora.
O novo edifício, com dois pavimentos, tinha na fachada principal uma porta larga ao centro, ladeada por outras quatro menores, sendo todo rodeado de janelas e com a frente voltada para a parte leste-sul da cidade e não mais para o mar.
Antes da visita a Pernambuco do Imperador Pedro II e sua esposa Imperatriz Tereza Cristina, acompanhado de uma grande comitiva de nobres e autoridades da corte, o então presidente da província, Luiz Barbalho Muniz Fiúza, nomeou uma comissão, sob sua presidência, para tratar dos arranjos e preparos visando transformar o palácio, que hospedaria dos visitantes reais, em um Paço Imperial.
Depois da sua estada em Pernambuco, Dom Pedro II escreveu no seu diário:
"O palácio está muito bem arranjado: ao pé da casa também me prepararam um banheiro no rio”, mas coloca grifada a seguinte informação: “mas por cautela não vou tomar banho lá...”
Na época, o parque em frente ao palácio, anteriormente chamado de Campo da Honra, foi denominado Largo do Paço, mas o povo passou a chamá-lo de Campo das Princesas, numa homenagem às filhas dos Imperadores do Brasil, tal foi a simpatia dos pernambucanos pela família imperial, que honrara a província com uma demorada visita de quase um mês.
Depois dessa fase áurea de Paço Imperial, o Palácio do Governo caiu na rotina e só em 1873 foi feita uma nova reforma. Foi construído, na parte de trás, sem mexer na sua arquitetura frontal e dimensional, mais um pavimento ligado ao prédio principal, para servir de residência do governador, além de dois outros separados destinados aos serviços gerais.
Por iniciativa do governo de José Rufino Bezerra Cavalcanti, em 1920, o edifício foi novamente reformado, construindo-se mais um pavimento, abrangendo todo o corpo do edifício, que ficou bem mais amplo. Os pequenos prédios anteriores foram demolidos, dando lugar a um parque-jardim e foram construídos novos pavimentos para uso das secretarias de Estado. O conjunto arquitetônico ficou então, semelhante ao que existe hoje. Tais obras foram concluídas somente em 1922, durante o governo interino de Severino Pinheiro, devido à morte do governador José Rufino Bezerra Cavalcanti.
A iluminação do palácio foi a mais moderna e a maior já feita até então em Pernambuco. Compreendiam 75 pontos, com um total de 75.000 velas, sendo toda a instalação embutida nas paredes em condutores de chumbo, o que era uma novidade na época. Foram colocados em todos os salões e vestíbulos, luxuosos lustres de cristal em estilo Luiz XVI e diversas arandelas (luminárias de parede) ornamentais que junto com os lustres perfaziam um total de 143 pontos de iluminação.
No governo de Estácio Coimbra, de 1926 a 1930, o palácio foi remodelado, decorado e mobiliado e, em 1967, serviu de sede para o governo da República, na época do presidente Arthur da Costa e Silva e do governador Nilo de Sousa Coelho.

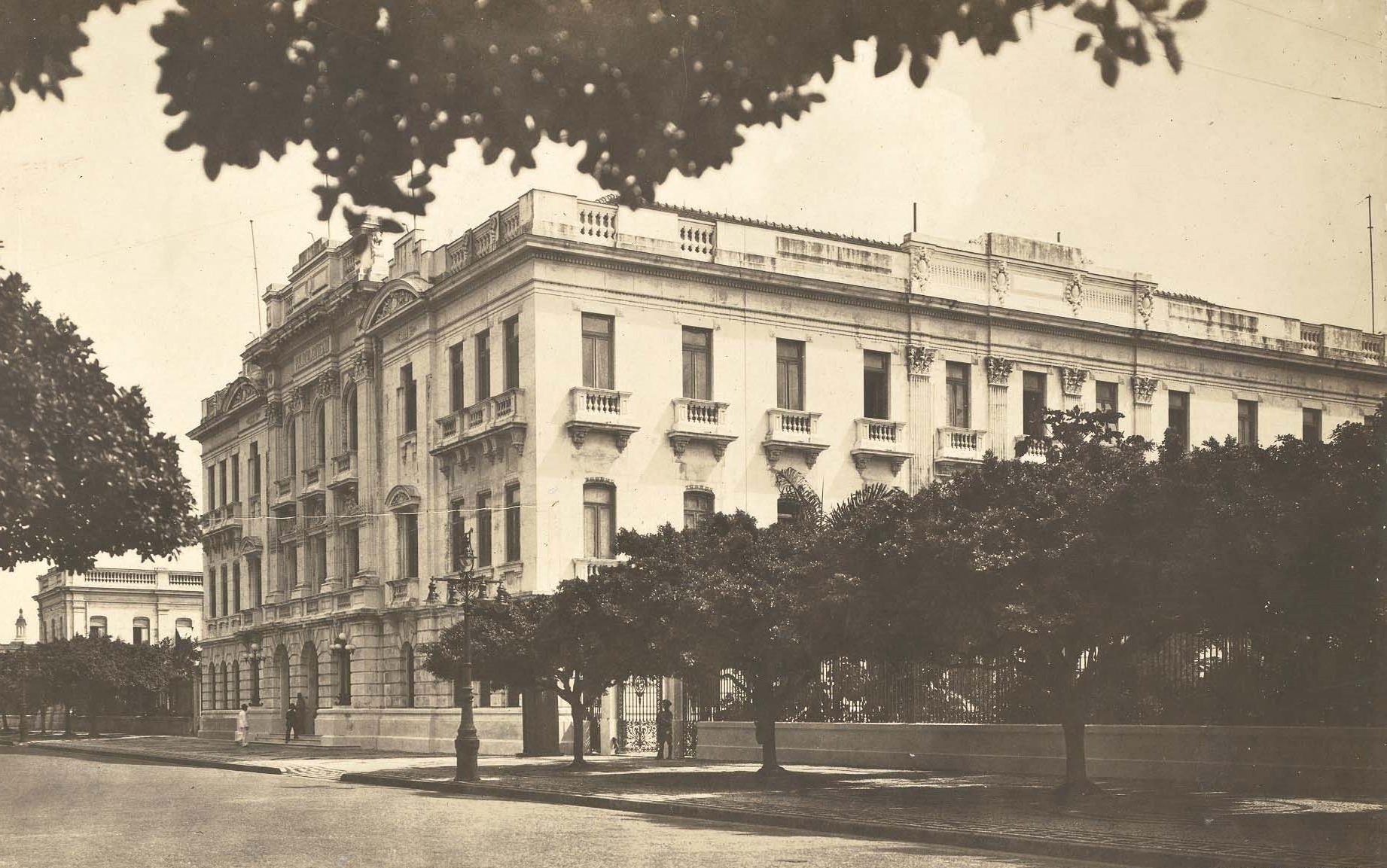
Fotografia do palácio em 1929.

No ano de 1967, o palácio chegou a servir de sede para o governo da República, na época do presidente Arthur da Costa e Silva e do) governador (Nilo de Sousa Coelho)
Em 1980, o município oficializou a denominação do largo de Praça da República, porém a expressão Campo das Princesas permanece até hoje.
Palco de grandes acontecimentos e testemunha de encontros políticos importantes, o Palácio do Campo das Princesas conservou-se no mesmo local que o conde Maurício de Nassau escolheu para sede do governo de Pernambuco, desde o século XVII.